# ۱۸۷۳
۱۸۷۳ (میلادی) هزار و هشتصد و هفتاد و سومین سال تقویم میلادی است.

## زادگان
- ۱۵ فوریه - انریکو کاروسو: خواننده اپرای ایتالیایی.
- ۲۰ ژانویه – یوهانس ویلهلم ینسن، نویسنده و شاعر دانمارکی (د. ۱۹۵۰)
- ۱۳ فوریه – فئودور شالیاپین، خواننده و خواننده اپرا روسی (د. ۱۹۳۸)
- ۲۵ فوریه – انریکو کاروسو، خواننده و خواننده اپرا ایتالیایی (د. ۱۹۲۱)
- ۲۲ آوریل – الن گلاسکو، نویسنده آمریکایی (د. ۱۹۴۵)
- ۱ ژوئیه – آلیس گی-بلاش، بازیگر، تهیه‌کننده، و کارگردان فرانسوی (د. ۱۹۶۸)
- ۲۶ اوت – لی دفارست، دانشمند، مخترع، و مهندس آمریکایی (د. ۱۹۶۱)
- ۱۴ اکتبر – ری آوری، ورزشکار آمریکایی (د. ۱۹۳۷)
- ۷ دسامبر – ویلا کاتر، نویسنده و شاعر آمریکایی (د. ۱۹۴۷)

## درگذشتگان
- ۹ ژانویه – ناپلئون سوم، سیاست‌مدار فرانسوی (ز. ۱۸۰۸)
- ۱۸ آوریل – یوستوس فون لیبیش، شیمی‌دان آلمانی (ز. ۱۸۰۳)
- ۷ مه – سالمون پی. چیس، قاضی و سیاست‌مدار آمریکایی (ز. ۱۸۰۸)